# Contea di Billings
La contea di Billings, in inglese Billings County, è una contea dello Stato del Dakota del Nord, negli Stati Uniti. La popolazione al censimento del 2000 era di 888 abitanti. Il capoluogo di contea è Medora.

## Geografia
La contea si trova nel sud-ovest dello Stato. Il fiume Little Missouri scorre verso nord nella parte occidentale della contea. il territorio è semi-arido, più collinare nella parte occidentale. Parte del parco nazionale Theodore Roosevelt si trova nella contea. A sud si trova anche parte della prateria nazionale del Piccolo Missouri.

### Contee confinanti
- Contea di McKenzie - nord
- Contea di Dunn - nord-est
- Contea di Stark - sud-est
- Contea di Slope - sud
- Contea di Golden Valley - ovest

## Storia
La contea fu creata nel 1879 e fu chiamata così in onore di Frederick H. Billings, avvocato del Vermont e presidente della Northern Pacific Railroad.

## Comuni
L'unica city incorporata è Medora, il capoluogo.